# Premi Oscar 1991
La 63ª edizione della cerimonia di premiazione dei Premi Oscar si è tenuta il 25 marzo 1991 allo Shrine Civic Auditorium di Los Angeles. Il conduttore della serata è stato l'attore comico statunitense Billy Crystal.

## Vincitori e candidati
Vengono di seguito indicati in grassetto i vincitori. Dove ricorrente e disponibile, viene indicato il titolo in lingua italiana e quello in lingua originale tra parentesi.

### Miglior film
- Balla coi lupi (Dances with Wolves), regia di Kevin Costner
- Il padrino - Parte III (The Godfather: Part III), regia di Francis Ford Coppola
- Ghost - Fantasma (Ghost), regia di Jerry Zucker
- Quei bravi ragazzi (Goodfellas), regia di Martin Scorsese
- Risvegli (Awakenings), regia di Penny Marshall

### Miglior regia
- Kevin Costner - Balla coi lupi (Dances with Wolves)
- Martin Scorsese - Quei bravi ragazzi (Goodfellas)
- Francis Ford Coppola - Il padrino - Parte III (The Godfather: Part III)
- Stephen Frears - Rischiose abitudini (The Grifters)
- Barbet Schroeder - Il mistero Von Bulow (Reversal of Fortune)

### Miglior attore protagonista
- Jeremy Irons - Il mistero Von Bulow (Reversal of Fortune)
- Kevin Costner - Balla coi lupi (Dances with Wolves)
- Robert De Niro - Risvegli (Awakenings)
- Gérard Depardieu - Cyrano de Bergerac
- Richard Harris - Il campo (The Field)

### Migliore attrice protagonista
- Kathy Bates - Misery non deve morire (Misery)
- Anjelica Huston - Rischiose abitudini (The Grifters)
- Julia Roberts - Pretty Woman
- Meryl Streep - Cartoline dall'inferno (Postcards from the Edge)
- Joanne Woodward - Mr. & Mrs. Bridge

### Miglior attore non protagonista
- Joe Pesci - Quei bravi ragazzi (Goodfellas)
- Bruce Davison - Che mi dici di Willy? (Longtime Companion)
- Andy García - Il padrino - Parte III (The Godfather: Part III)
- Graham Greene - Balla coi lupi (Dances with Wolves)
- Al Pacino - Dick Tracy

### Migliore attrice non protagonista
- Whoopi Goldberg - Ghost - Fantasma (Ghost)
- Annette Bening - Rischiose abitudini (The Grifters)
- Lorraine Bracco - Quei bravi ragazzi (Goodfellas)
- Diane Ladd - Cuore selvaggio (Wild at Heart)
- Mary McDonnell - Balla coi lupi (Dances with Wolves)

### Miglior sceneggiatura non originale
- Michael Blake - Balla coi lupi (Dances with Wolves)
- Nicholas Kazan - Il mistero Von Bulow (Reversal of Fortune)
- Nicholas Pileggi e Martin Scorsese - Quei bravi ragazzi (Goodfellas)
- Donald E. Westlake - Rischiose abitudini (The Grifters)
- Steven Zaillian - Risvegli (Awakenings)

### Miglior sceneggiatura originale
- Bruce Joel Rubin - Ghost - Fantasma (Ghost)
- Woody Allen - Alice
- Barry Levinson - Avalon
- Whit Stillman - Metropolitan
- Peter Weir - Green Card - Matrimonio di convenienza (Green Card)

### Miglior film straniero
- Viaggio della speranza (Reise der Hoffnung), regia di Xavier Koller (Svizzera)
- Cyrano de Bergerac, regia di Jean-Paul Rappeneau (Francia)
- Ju Dou, regia di Zhang Yimou e Yang Fengliang (Cina)
- La ragazza terribile (Das Schreckliche Mädchen), regia di Michael Verhoeven (Germania)
- Porte aperte, regia di Gianni Amelio (Italia)

### Miglior fotografia
- Dean Semler - Balla coi lupi (Dances with Wolves)
- Allen Daviau - Avalon
- Philippe Rousselot - Henry & June
- Vittorio Storaro - Dick Tracy
- Gordon Willis - Il padrino - Parte III (The Godfather: Part III)

### Miglior scenografia
- Richard Sylbert e Rick Simpson - Dick Tracy
- Jeffrey Beecroft e Lisa Dean - Balla coi lupi (Dances with Wolves)
- Dante Ferretti e Francesca Lo Schiavo - Amleto (Hamlet)
- Ezio Frigerio e Jacques Rouxel - Cyrano de Bergerac
- Dean Tavoularis e Gary Fettis - Il padrino - Parte III (The Godfather: Part III)

### Migliori costumi
- Franca Squarciapino - Cyrano de Bergerac
- Milena Canonero - Dick Tracy
- Gloria Gresham - Avalon
- Maurizio Millenotti - Amleto (Hamlet)
- Elsa Zamparelli - Balla coi lupi (Dances with Wolves)

### Miglior trucco
- John Caglione Jr. e Doug Drexler - Dick Tracy
- Michèle Burke e Jean-Pierre Eychenne - Cyrano de Bergerac
- Ve Neill e Stan Winston - Edward mani di forbice (Edward Scissorhands)

### Miglior montaggio
- Neil Travis - Balla coi lupi (Dances with Wolves)
- Barry Malkin, Lisa Fruchtman e Walter Murch - Il padrino - Parte III (The Godfather: Part III)
- Walter Murch - Ghost - Fantasma (Ghost)
- Thelma Schoonmaker - Quei bravi ragazzi (Goodfellas)
- Dennis Virkler e John Wright - Caccia a Ottobre Rosso (The Hunt for Red October)

### Miglior sonoro
- Jeffrey Perkins, Bill W. Benton, Greg Watkins e Russell Williams II - Balla coi lupi (Dances with Wolves)
- Don Bassman, Richard Overton, Kevin F. Cleary e Richard Bryce Goodman - Caccia a Ottobre Rosso (The Hunt for Red October)
- Chris Jenkins, David E. Campbell, D. M. Hemphill e Thomas Causey - Dick Tracy
- Michael J. Kohut, Carlos de Larios, Aaron Rochin e Nelson Stoll - Atto di forza (Total Recall)
- Donald O. Mitchell, Rick Kline, Kevin O'Connell e Charles Wilborn - Giorni di tuono (Days of Thunder)

### Miglior montaggio sonoro
- Cecelia Hall e George Watters II - Caccia a Ottobre Rosso (The Hunt for Red October)
- Charles L. Campbell e Richard Franklin - Linea mortale (Flatliners)
- Stephen H. Flick - Atto di forza (Total Recall)

### Migliore colonna sonora
- John Barry - Balla coi lupi (Dances with Wolves)
- David Grusin - Havana
- Maurice Jarre - Ghost - Fantasma (Ghost)
- Randy Newman - Avalon
- John Williams - Mamma, ho perso l'aereo (Home Alone)

### Miglior canzone
- Sooner or Later (I Always Get My Man), musica e testo di Stephen Sondheim - Dick Tracy
- Blaze of Glory, musica e testo di Jon Bon Jovi - Young Guns II - la Leggenda di Billy the Kid (Young Guns II)
- I'm Checkin' Out, musica e testo di Shel Silverstein - Cartoline dall'inferno (Postcards from the Edge)
- Promise Me You'll Remember, musica di Carmine Coppola e testo di John Bettis - Il padrino - Parte III (The Godfather: Part III)
- Somewhere in My Memory, musica di John Williams e testo di Leslie Bricusse - Mamma, ho perso l'aereo (Home Alone)

### Miglior documentario
- American Dream, regia di Cathy Caplan e Thomas Haneke
- Berkeley in the Sixties, regia di Mark Kitchell
- Building Bombs, regia di Mark Mori e Susan Robinson
- Forever Activists: Stories from the Veterans of the Abraham Lincoln Brigade, regia di Judith Montell
- Waldo Salt: A Screenwriter's Journey, regia di Eugene Corr e Robert Hillmann

### Miglior cortometraggio
- The Lunch Date, regia di Adam Davidson
- Bronx Cheers, regia di Raymond De Felitta
- Dear Rosie, regia di Peter Cattaneo
- What Have We Done? (Senzeni Na?), regia di Bernard Joffa
- 12:01 PM, regia di Jonathan Heap

### Miglior cortometraggio documentario
- Days of Waiting , regia di Steven Okazaki
- Burning Down Tomorrow, regia di Kit Thomas
- Chimps: So Like Us, regia di Karen Goodman e Kirk Simon
- Journey into Life: The World of the Unborn, regia di Derek Bromhall
- Rose Kennedy: A Life to Remember, regia di Terry Sanders

### Miglior cortometraggio d'animazione
- Creature Comforts, regia di Nick Park
- A Grand Day Out, regia di Nick Park
- Cavallette, regia di Bruno Bozzetto

## Premi speciali

### Premio Special Achievement
- Eric Brevig, Rob Bottin, Tim McGovern e Alex Funke - Atto di forza (Total Recall) - effetti visivi

### Premio alla carriera
- Sophia Loren, uno dei più genuini tesori del cinema mondiale che, con una carriera ricca di memorabili interpretazioni, ha dato permanentemente lustro a questa forma d'arte.
- Myrna Loy, in riconoscimento delle sue straordinarie qualità fuori e dentro lo schermo, con l'apprezzamento per tutta una vita di indelebili interpretazioni.

### Premio alla memoria Irving G. Thalberg
- David Brown e Richard D. Zanuck